# Phuntsho Choden

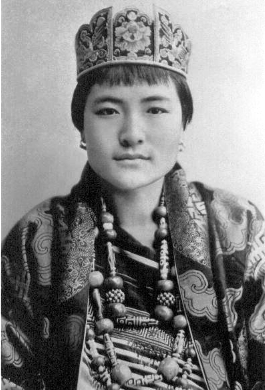
Phuntsho Choden. 1926

Ashi Phuntsho Choden (bhutanisch རྒྱལ་ཡུམ་ཕུན་ཚོགས་, geb. 1911 im Wangducholing-Palast; gest. 24. August 2003 im Dechencholing-Palast, Thimphu) war Königingemahlin von Bhutan, zusammen mit ihrer Schwester Pema Dechen.

## Leben

### Familie
Ashi Phuntsho Choden wurde 1911 im Wangducholing-Palast geboren. Ihre Eltern waren Chumed Zhalgno, Dasho Jamyang aus der Tamzhing Choji / Myo-Familie und Ashi Decho, der Tochter von Ashi Yeshay Choden (der Schwester von Druk Gyalpo Gongsar Ugyen Wangchuck).
Sie hatte zwei Vollbrüder und zwei Vollschwestern, sowie weitere Halbgeschwister aus zweiten Ehen ihrer Eltern:
- Dasho Gonpo Dorji, Chumed Zhalgno.
- Ashi Pema Dechen (1918–1991).
- Dasho Lam Nado (1920–1989).
- Ashi Chimi.

Von Jugend an erhielt Ashi Phuntsho Choden eine traditionelle Bildung, inklusive Unterricht in Buddhismus. Sie erhielt von berühmten Lamas Belehrungen, Ermächtigungen und Leseanweisungen in den Traditionen Drugpa-Kagyü, Karma Kargyu, Dujom, Peling und Nyingthig (ཀློང་ཆེན་སྙིང་ཐིག་, klong chen snying thig).

### Ehe und Familie
Sie heiratete 1923 Bhutans zweiten König, Jigme Wangchuck, einen Cousin, als sie 12 Jahre alt war. Die Hochzeit fand im Thinley Rabten Palast in Phodrang statt. Sie waren Cousins zweiten Grades. Ashi Phuntsho Choden war die Halbschwester des Großvaters mütterlicherseits der heutigen Königin von Bhutan, Jetsun Pema, und sie war die Urgroßmutter des fünften Druk Gyalpo, Jigme Khesar Namgyel Wangchuck. Sie sorgte dafür, dass ihr einziges Kind, Druk Gyalsey Jigme Dorji Wangchuck, schon als Kind Englisch und Hindi lernte, um ihn auf Bhutans zunehmendes Engagement in der Außendiplomatie vorzubereiten.
Ihre jüngere Schwester, Ashi Pema Dechen (1918–1991), war die zweite Frau ihres Mannes seit 1932, als sie 14 Jahre alt war. Sie hatte auch einen jüngeren Halbbruder aus der zweiten Ehe ihres Vaters, „Dasho“ Jamphel Dorji.

### Königliche Pflichten
Sie war sehr religiös. Phuntsho Choden spielte eine wichtige Rolle bei der Erhaltung und Stärkung des reichen buddhistischen Erbes Bhutans. Sie baute zahlreiche religiöse Institutionen auf, gründete Zentren für spirituelles Lernen und bewahrte die reiche Bildsprache, die den Kern der religiösen Geschichte Bhutans bildete.
Sie beauftragte den Thimphu-Chörten in Thimphu, welchen sie zum Gedenken an ihren Sohn, Jigme Dorji Wangchuck, für das Wohl der Nation und des Volkes errichtete.

## Tod
Sie starb am 24. August 2003 im Dechencholing-Palast. Ihr Leichnam wurde zeremoniell für 49 Tage aufgebahrt und zu verschiedenen Orten transportiert, die sie zu Lebzeiten besucht hatte.

## Ehrungen
- Bhutan:
  -  King Jigme Singye Investiture Medal (2. Juni 1974).
  -  Commemorative Silver Jubilee Medal of King Jigme Singye (2. Juni 1999).